# Szerbia a 2016. évi nyári olimpiai játékokon
Szerbia a brazíliai Rio de Janeiróban megrendezett 2016. évi nyári olimpiai játékok egyik részt vevő nemzete volt. Az országot az olimpián 14 sportágban 103 sportoló képviselte, akik összesen 8 érmet szereztek.

## Érmesek
| Érem  | Versenyző | Sportág    | Versenyszám               |
| ----- | --- | ---------- | ------------------------- |
| Arany | Davor Štefanek | Birkózás   | Férfi kötöttfogás, 66 kg  |
| Arany | Nemzeti válogatott Milan Aleksić Miloš Ćuk Filip Filipović Živko Gocić Nikola Jakšić Dušan Mandić Branislav Mitrović Stefan Mitrović Slobodan Nikić Duško Pijetlović Gojko Pijetlović Andrija Prlainović Sava Ranđelović | Vízilabda  | Férfi                     |
| Ezüst | Marko Tomićević Milenko Zorić | Kajak-kenu | Férfi kajak kettes 1000 m |
| Ezüst | Nemzeti válogatott Stefan Birčević Bogdan Bogdanović Nikola Jokić Stefan Jović Nikola Kalinić Milan Mačvan Stefan Marković Nemanja Nedović Miroslav Raduljica Marko Simonović Vladimir Štimac Miloš Teodosić             | Kosárlabda | Férfi                     |
| Ezüst | Nemzeti válogatott Tijana Bošković Jovana Brakočević Bianka Buša Tijana Malešević Brankica Mihajlović Jelena Nikolić Maja Ognjenović Silvija Popović Milena Rašić Jovana Stevanović Stefana Veljković Bojana Živković    | Röplabda   | Női röplabdatorna         |
| Ezüst | Tijana Bogdanović | Taekwondo  | Női légsúly               |
| Bronz | Ivana Španović | Atlétika   | Női távolugrás            |
| Bronz | Nemzeti válogatott Dajana Butulija Saša Čađo Aleksandra Crvendakić Ana Dabović Milica Dabović Nevena Jovanović Sara Krnjić Jelena Milovanović Danielle Page Sonja Petrović Tamara Radočaj Dragana Stanković              | Kosárlabda | Női                       |

## Asztalitenisz
Férfi
| Versenyző              | Versenyszám | Selejtező                                              | 64-es főtábla                                         | 48-as főtábla     | 32-es főtábla     | Nyolcaddöntő      | Negyeddöntő       | Elődöntő          | Döntő             | Helyezés |
| Versenyző              | Versenyszám | Ellenfél Eredmény                                      | Ellenfél Eredmény                                     | Ellenfél Eredmény | Ellenfél Eredmény | Ellenfél Eredmény | Ellenfél Eredmény | Ellenfél Eredmény | Ellenfél Eredmény | Helyezés |
| ---------------------- | ----------- | ------------------------------------------------------ | ----------------------------------------------------- | ----------------- | ----------------- | ----------------- | ----------------- | ----------------- | ----------------- | -------- |
| Aleksandar Karakašević | Egyes       | Chris Yan (AUS) · 11–8, 10–12, 11–8, 11–9, 10–12, 11–3 | Paul Drinkhall (GBR) · 12–10, 10–12, 8–11, 8–11, 5–11 | kiesett           | kiesett           | kiesett           | kiesett           | kiesett           | kiesett           | 49.      |

## Atlétika
Férfi
| Versenyző          | Versenyszám     | Előfutam | Előfutam | Előfutam | Elődöntő | Elődöntő | Elődöntő | Döntő   | Döntő    |
| Versenyző          | Versenyszám     | Idő      | Hely.    | Össz.    | Idő      | Hely.    | Össz.    | Idő     | Helyezés |
| ------------------ | --------------- | -------- | -------- | -------- | -------- | -------- | -------- | ------- | -------- |
| Milan Ristić       | 110 m gát       | 13,66    | 6.       | 24.*     | kiesett  | kiesett  | kiesett  | kiesett | kiesett  |
| Anđelko Rističević | Maraton         |          |          |          |          |          |          | 2:30:17 | 118.     |
| Nenad Filipović    | 50 km gyaloglás |          |          |          |          |          |          | 4:25:41 | 46.      |
| Predrag Filipović  | 50 km gyaloglás |          |          |          |          |          |          | 4:39:48 | 49.      |
| Vladimir Savanović | 50 km gyaloglás |          |          |          |          |          |          | 4:15:53 | 42.      |

| Versenyző       | Versenyszám | Selejtező | Selejtező | Döntő    | Döntő    |
| Versenyző       | Versenyszám | Eredmény  | Helyezés  | Eredmény | Helyezés |
| --------------- | ----------- | --------- | --------- | -------- | -------- |
| Asmir Kolašinac | Súlylökés   | 20,16 m   | 15.       | kiesett  | kiesett  |

| Versenyző    | Versenyszám | 100 m | 100 m | Távolugrás | Távolugrás | Súlylökés | Súlylökés | Magasugrás | Magasugrás | 400 m | 400 m | 110 m gát | 110 m gát | Diszkoszvetés    | Diszkoszvetés    | Rúdugrás      | Rúdugrás      | Gerelyhajítás | Gerelyhajítás | 1500 m        | 1500 m        | Végeredmény   | Végeredmény   |
| Versenyző    | Versenyszám | Idő   | Pont  | Eredmény   | Pont       | Eredmény  | Pont      | Eredmény   | Pont       | Idő   | Pont  | Idő       | Pont      | Eredmény         | Pont             | Eredmény      | Pont          | Eredmény      | Pont          | Idő           | Pont          | Pont          | Helyezés      |
| ------------ | ----------- | ----- | ----- | ---------- | ---------- | --------- | --------- | ---------- | ---------- | ----- | ----- | --------- | --------- | ---------------- | ---------------- | ------------- | ------------- | ------------- | ------------- | ------------- | ------------- | ------------- | ------------- |
| Mihail Dudaš | Tízpróba    | 10,83 | 899   | 729 cm     | 883        | 14,23 m   | 742       | 204 cm     | 840        | 49,13 | 855   | 14,65     | 892       | nem állt rajthoz | nem állt rajthoz | nem ért célba | nem ért célba | nem ért célba | nem ért célba | nem ért célba | nem ért célba | nem ért célba | nem ért célba |

Női
| Versenyző      | Versenyszám | Előfutam | Előfutam | Előfutam | Elődöntő | Elődöntő | Elődöntő | Döntő         | Döntő         |
| Versenyző      | Versenyszám | Idő      | Hely.    | Össz.    | Idő      | Hely.    | Össz.    | Idő           | Helyezés      |
| -------------- | ----------- | -------- | -------- | -------- | -------- | -------- | -------- | ------------- | ------------- |
| Tamara Salaški | 400 m       | 52,70    | 2.       | 35.      | kiesett  | kiesett  | kiesett  | kiesett       | kiesett       |
| Amela Terzić   | 800 m       | 2:00,99  | 2.       | 31.      | 2:03,81  | 7.       | 22.      | kiesett       | kiesett       |
| Amela Terzić   | 1500 m      | 4:15,17  | 10.      | 34.      | kiesett  | kiesett  | kiesett  | kiesett       | kiesett       |
| Olivera Jevtić | Maraton     |          |          |          |          |          |          | nem ért célba | nem ért célba |

| Versenyző         | Versenyszám   | Selejtező | Selejtező | Döntő    | Döntő    |
| Versenyző         | Versenyszám   | Eredmény  | Helyezés  | Eredmény | Helyezés |
| ----------------- | ------------- | --------- | --------- | -------- | -------- |
| Ivana Španović    | Távolugrás    | 687 cm    | 1.        | 708 cm   |          |
| Dragana Tomašević | Diszkoszvetés | 57,67 m   | 19.       | kiesett  | kiesett  |

* - egy másik versenyzővel azonos eredményt ért el

## Birkózás

### Férfi
Kötöttfogású
| Versenyző      | Versenyszám | Selejtező         | Nyolcaddöntő                    | Negyeddöntő               | Elődöntő                               | Vigaszág első kör | Vigaszág elődöntő          | Bronz- mérkőzés   | Döntő                         | Helyezés |
| Versenyző      | Versenyszám | Ellenfél Eredmény | Ellenfél Eredmény               | Ellenfél Eredmény         | Ellenfél Eredmény                      | Ellenfél Eredmény | Ellenfél Eredmény          | Ellenfél Eredmény | Ellenfél Eredmény             | Helyezés |
| -------------- | ----------- | ----------------- | ------------------------------- | ------------------------- | -------------------------------------- | ----------------- | -------------------------- | ----------------- | ----------------------------- | -------- |
| Kristijan Fris | 59 kg       | erőnyerő          | Elmurat Taszmuradov (UZB) · 2–7 | kiesett                   | kiesett                                | kiesett           | kiesett                    | kiesett           | kiesett                       | 13.      |
| Davor Štefanek | 66 kg       | erőnyerő          | Tomohiro Inoue (JPN) · 9–0      | Frank Stäbler (GER) · 6–2 | Shmagi Bolkvadze (GEO) · 7 kétvállas–0 |                   |                            |                   | Migran Arutyunyan (ARM) · 1–1 |          |
| Viktor Nemeš   | 75 kg       | erőnyerő          | Dilshod Turdiev (UZB) · 6–2     | Mark Madsen (DEN) · 0–4   |                                        |                   | Saeid Abdevali (IRI) · 2–2 | kiesett           |                               | 8.       |

## Cselgáncs
Férfi
| Versenyző         | Versenyszám | Selejtező         | 32-es főtábla                      | Nyolcaddöntő                     | Negyeddöntő       | Elődöntő          | Vigaszág elődöntő | Bronz- mérkőzés   | Döntő             | Helyezés |
| Versenyző         | Versenyszám | Ellenfél Eredmény | Ellenfél Eredmény                  | Ellenfél Eredmény                | Ellenfél Eredmény | Ellenfél Eredmény | Ellenfél Eredmény | Ellenfél Eredmény | Ellenfél Eredmény | Helyezés |
| ----------------- | ----------- | ----------------- | ---------------------------------- | -------------------------------- | ----------------- | ----------------- | ----------------- | ----------------- | ----------------- | -------- |
| Aleksandar Kukolj | Középsúly   | erőnyerő          | Mihael Žgank (SLO) · 100(0)-000(1) | Baker Masú (JPN) · 000(0)–100(1) | kiesett           | kiesett           |                   |                   |                   | 9.       |

## Evezés
Férfi
| Versenyző                        | Versenyszám              | Előfutam      | Előfutam      | Vigaszág | Vigaszág | Elődöntő | Elődöntő | Elődöntő | Döntő | Döntő   | Döntő | Helyezés |
| Versenyző                        | Versenyszám              | Idő           | Hely.         | Idő      | Hely.    | Típus    | Idő      | Hely.    | Típus | Idő     | Hely. | Helyezés |
| -------------------------------- | ------------------------ | ------------- | ------------- | -------- | -------- | -------- | -------- | -------- | ----- | ------- | ----- | -------- |
| Marko Marjanović Andrija Šljukić | Kétpárevezős             | 7:07,29       | 4.            | 6:20,62  | 3.       | A/B      | 6:27,66  | 5.       | B     | 7:03,13 | 4.    | 10.      |
| Miloš Vasić Nenad Beđik          | Kormányos nélküli kettes | nem ért célba | nem ért célba | 6:34,52  | 2.       | A/B      | 6:31,00  | 5.       | B     | 7:04,71 | 4.    | 10.      |

## Kajak-kenu

### Gyorsasági
Férfi
| Versenyző                                                    | Versenyszám         | Előfutam | Előfutam | Előfutam | Elődöntő | Elődöntő | Elődöntő | Döntő | Döntő    | Döntő    | Helyezés |
| Versenyző                                                    | Versenyszám         | Idő      | Hely.    | Össz.    | Idő      | Hely.    | Össz.    | Típus | Idő      | Helyezés | Helyezés |
| ------------------------------------------------------------ | ------------------- | -------- | -------- | -------- | -------- | -------- | -------- | ----- | -------- | -------- | -------- |
| Marko Novaković                                              | Kajak egyes 200 m   | 34,938   | 3.       | 8.       | 34,778   | 5.       | 9.       | B     | 37,415   | 5.       | 13.      |
| Dejan Pajić                                                  | Kajak egyes 1000 m  | 3:36,884 | 4.       | 12.      | 3:48,158 | 8.       | 16.      | B     | 3:40,502 | 7.       | 15.      |
| Nebojša Grujić Marko Novaković                               | Kajak kettes 200 m  | 31,776   | 2.       | 6.       | 32,513   | 3.       | 4.       | A     | 32,656   | 6.       | 6.       |
| Marko Tomićević Milenko Zorić                                | Kajak kettes 1000 m | 3:15,298 | 1.       | 1.       | erőnyerő | erőnyerő | erőnyerő | A     | 3:10,969 | 2.       |          |
| Marko Tomićević Milenko Zorić Dejan Pajić Vladimir Torubarov | Kajak négyes 1000 m | 2:05,272 | 6.       | 13.      | 2:59,636 | 3.       | 4.       | A     | 3:10,241 | 8.       | 8.       |

Női
| Versenyző                                                        | Versenyszám        | Előfutam | Előfutam | Előfutam | Elődöntő | Elődöntő | Elődöntő | Döntő   | Döntő    | Döntő    | Helyezés |
| Versenyző                                                        | Versenyszám        | Idő      | Hely.    | Össz.    | Idő      | Hely.    | Össz.    | Típus   | Idő      | Helyezés | Helyezés |
| ---------------------------------------------------------------- | ------------------ | -------- | -------- | -------- | -------- | -------- | -------- | ------- | -------- | -------- | -------- |
| Olivera Moldovan                                                 | Kajak egyes 200 m  | 43,339   | 5.       | 23.      | 42,123   | 7.       | 20.      | kiesett | kiesett  | kiesett  | 20.      |
| Benedek Dalma                                                    | Kajak egyes 500 m  | 1:54,048 | 5.       | 9.       | 1:57,294 | 3.       | 8.       | A       | 1:55,095 | 7.       | 7.       |
| Nikolina Moldovan Milica Starović                                | Kajak kettes 500 m | 1:46,410 | 5.       | 11.      | 1:46,008 | 6.       | 11.      | B       | 1:48,146 | 2.       | 10.      |
| Nikolina Moldovan Milica Starović Benedek Dalma Olivera Moldovan | Kajak négyes 500 m | 1:39,316 | 7.       | 14.      | 1:38,398 | 5.       | 10.      | B       | 1:42,818 | 6.       | 14.      |

## Kerékpározás

### Hegyi-kerékpározás
| Versenyző        | Versenyszám      | Idő        | Helyezés |
| ---------------- | ---------------- | ---------- | -------- |
| Jovana Crnogorac | Női terepverseny | lekörözték | 27.      |

### Országúti kerékpározás
Férfi
| Versenyző   | Versenyszám   | Idő           | Helyezés      |
| ----------- | ------------- | ------------- | ------------- |
| Ivan Stević | Mezőnyverseny | nem ért célba | nem ért célba |

## Kosárlabda

### Férfi
| Szerb férfi kosárlabdacsapat-játékoskeret                                                           | Szerb férfi kosárlabdacsapat-játékoskeret                                                                     |
| --------------------------------------------------------------------------------------------------- | --- |
| - Stefan Birčević - Bogdan Bogdanović - Nikola Jokić - Stefan Jović - Nikola Kalinić - Milan Mačvan | - Stefan Marković - Nemanja Nedović - Miroslav Raduljica - Marko Simonović - Vladimir Štimac - Miloš Teodosić |

#### Eredmények
Csoportkör
A csoport
| Hely. | Csapat           | M | Gy | V | P+  | P–  | Pk   | P  |
| ----- | ---------------- | - | -- | - | --- | --- | ---- | -- |
| 1.    | Egyesült Államok | 5 | 5  | 0 | 524 | 407 | +117 | 10 |
| 2.    | Ausztrália       | 5 | 4  | 1 | 444 | 368 | +76  | 9  |
| 3.    | Franciaország    | 5 | 3  | 2 | 423 | 378 | +45  | 8  |
| 4.    | Szerbia          | 5 | 2  | 3 | 426 | 387 | +39  | 7  |
| 5.    | Venezuela        | 5 | 1  | 4 | 315 | 444 | −129 | 6  |
| 6.    | Kína             | 5 | 0  | 5 | 318 | 466 | −148 | 5  |

| 2016. augusztus 6. 22:30 (3:30) | Venezuela (VEN)                         | 62–86     | Szerbia       | Carioca Arena 1, Rio de Janeiro Nézőszám: 5063 Játékvezetők: Christos Christodoulou (GRE), Duan Zhu (CHN), Roberto Vázquez (PUR) |
| 2016. augusztus 6. 22:30 (3:30) | (14–18, 9–26, 18–24, 21–18) Jegyzőkönyv |           |               | Carioca Arena 1, Rio de Janeiro Nézőszám: 5063 Játékvezetők: Christos Christodoulou (GRE), Duan Zhu (CHN), Roberto Vázquez (PUR) |
| 2016. augusztus 6. 22:30 (3:30) | Echenique 12                            | Pont      | Bogdanović 19 | Carioca Arena 1, Rio de Janeiro Nézőszám: 5063 Játékvezetők: Christos Christodoulou (GRE), Duan Zhu (CHN), Roberto Vázquez (PUR) |
| 2016. augusztus 6. 22:30 (3:30) | Colmenares 6                            | Lepattanó | Štimac 9      | Carioca Arena 1, Rio de Janeiro Nézőszám: 5063 Játékvezetők: Christos Christodoulou (GRE), Duan Zhu (CHN), Roberto Vázquez (PUR) |
| 2016. augusztus 6. 22:30 (3:30) | Vargas 5                                | Gólpassz  | Nedović 4     | Carioca Arena 1, Rio de Janeiro Nézőszám: 5063 Játékvezetők: Christos Christodoulou (GRE), Duan Zhu (CHN), Roberto Vázquez (PUR) |

| 2016. augusztus 8. 14:15 (19:15) | Szerbia (SRB)                            | 80–95     | Ausztrália     | Carioca Arena 1, Rio de Janeiro Nézőszám: 5409 Játékvezetők: Cristiano Maranho (BRA), Borys Ryzhyk (UKR), Guilherme Locatelli (BRA) |
| 2016. augusztus 8. 14:15 (19:15) | (23–26, 20–14, 20–22, 17–33) Jegyzőkönyv |           |                | Carioca Arena 1, Rio de Janeiro Nézőszám: 5409 Játékvezetők: Cristiano Maranho (BRA), Borys Ryzhyk (UKR), Guilherme Locatelli (BRA) |
| 2016. augusztus 8. 14:15 (19:15) | Raduljica 25                             | Pont      | Mills 26       | Carioca Arena 1, Rio de Janeiro Nézőszám: 5409 Játékvezetők: Cristiano Maranho (BRA), Borys Ryzhyk (UKR), Guilherme Locatelli (BRA) |
| 2016. augusztus 8. 14:15 (19:15) | Bogdanović 8                             | Lepattanó | Bogut 12       | Carioca Arena 1, Rio de Janeiro Nézőszám: 5409 Játékvezetők: Cristiano Maranho (BRA), Borys Ryzhyk (UKR), Guilherme Locatelli (BRA) |
| 2016. augusztus 8. 14:15 (19:15) | Marković 4                               | Gólpassz  | Dellavedova 13 | Carioca Arena 1, Rio de Janeiro Nézőszám: 5409 Játékvezetők: Cristiano Maranho (BRA), Borys Ryzhyk (UKR), Guilherme Locatelli (BRA) |

| 2016. augusztus 10. 14:15 (19:15) | Szerbia (SRB)                            | 75–76     | Franciaország | Carioca Arena 1, Rio de Janeiro Nézőszám: 6901 Játékvezetők: Borys Ryzhyk (UKR), Stephen Seibel (CAN), Oļegs Latiševs (LAT) |
| 2016. augusztus 10. 14:15 (19:15) | (17–26, 19–14, 24–17, 15–19) Jegyzőkönyv |           |               | Carioca Arena 1, Rio de Janeiro Nézőszám: 6901 Játékvezetők: Borys Ryzhyk (UKR), Stephen Seibel (CAN), Oļegs Latiševs (LAT) |
| 2016. augusztus 10. 14:15 (19:15) | Raduljica 16                             | Pont      | de Colo 22    | Carioca Arena 1, Rio de Janeiro Nézőszám: 6901 Játékvezetők: Borys Ryzhyk (UKR), Stephen Seibel (CAN), Oļegs Latiševs (LAT) |
| 2016. augusztus 10. 14:15 (19:15) | Jokić 7                                  | Lepattanó | Diaw 9        | Carioca Arena 1, Rio de Janeiro Nézőszám: 6901 Játékvezetők: Borys Ryzhyk (UKR), Stephen Seibel (CAN), Oļegs Latiševs (LAT) |
| 2016. augusztus 10. 14:15 (19:15) | Teodosić 9                               | Gólpassz  | Diaw 9        | Carioca Arena 1, Rio de Janeiro Nézőszám: 6901 Játékvezetők: Borys Ryzhyk (UKR), Stephen Seibel (CAN), Oļegs Latiševs (LAT) |

| 2016. augusztus 12. 19:00 (24:00) | Egyesült Államok (USA)                   | 94–91     | Szerbia    | Carioca Arena 1, Rio de Janeiro Nézőszám: 11 413 Játékvezetők: Stephen Seibel (CAN), Guilherme Locatelli (BRA), Piotr Pastusiak (POL) |
| 2016. augusztus 12. 19:00 (24:00) | (27–15, 23–26, 22–21, 22–29) Jegyzőkönyv |           |            | Carioca Arena 1, Rio de Janeiro Nézőszám: 11 413 Játékvezetők: Stephen Seibel (CAN), Guilherme Locatelli (BRA), Piotr Pastusiak (POL) |
| 2016. augusztus 12. 19:00 (24:00) | Irving 15                                | Pont      | Jokić 25   | Carioca Arena 1, Rio de Janeiro Nézőszám: 11 413 Játékvezetők: Stephen Seibel (CAN), Guilherme Locatelli (BRA), Piotr Pastusiak (POL) |
| 2016. augusztus 12. 19:00 (24:00) | George 9                                 | Lepattanó | Jokić 6    | Carioca Arena 1, Rio de Janeiro Nézőszám: 11 413 Játékvezetők: Stephen Seibel (CAN), Guilherme Locatelli (BRA), Piotr Pastusiak (POL) |
| 2016. augusztus 12. 19:00 (24:00) | Irving, Cousins 5                        | Gólpassz  | Teodosić 6 | Carioca Arena 1, Rio de Janeiro Nézőszám: 11 413 Játékvezetők: Stephen Seibel (CAN), Guilherme Locatelli (BRA), Piotr Pastusiak (POL) |

| 2016. augusztus 14. 22:30 (3:30) | Szerbia (SRB)                            | 94–60     | Kína          | Carioca Arena 1, Rio de Janeiro Nézőszám: 7367 Játékvezetők: Juan García (ESP), Guilherme Locatelli (BRA), Anne Panther (GER) |
| 2016. augusztus 14. 22:30 (3:30) | (24–18, 19–10, 35–15, 16–17) Jegyzőkönyv |           |               | Carioca Arena 1, Rio de Janeiro Nézőszám: 7367 Játékvezetők: Juan García (ESP), Guilherme Locatelli (BRA), Anne Panther (GER) |
| 2016. augusztus 14. 22:30 (3:30) | Bogdanović 19                            | Pont      | Ji (Yi) 20    | Carioca Arena 1, Rio de Janeiro Nézőszám: 7367 Játékvezetők: Juan García (ESP), Guilherme Locatelli (BRA), Anne Panther (GER) |
| 2016. augusztus 14. 22:30 (3:30) | Jokić 7                                  | Lepattanó | Vang (Wang) 8 | Carioca Arena 1, Rio de Janeiro Nézőszám: 7367 Játékvezetők: Juan García (ESP), Guilherme Locatelli (BRA), Anne Panther (GER) |
| 2016. augusztus 14. 22:30 (3:30) | Marković, Teodosić 5                     | Gólpassz  | Kuo (Guo) 8   | Carioca Arena 1, Rio de Janeiro Nézőszám: 7367 Játékvezetők: Juan García (ESP), Guilherme Locatelli (BRA), Anne Panther (GER) |

Negyeddöntő
| 2016. augusztus 17. 22:15 (3:15) | Horvátország (CRO)                       | 83–86     | Szerbia         | Carioca Arena 1, Rio de Janeiro Nézőszám: 9027 Játékvezetők: Juan García (ESP), Borys Ryzhyk (UKR), Roberto Vázquez (PUR) |
| 2016. augusztus 17. 22:15 (3:15) | (19–20, 19–12, 14–34, 31–20) Jegyzőkönyv |           |                 | Carioca Arena 1, Rio de Janeiro Nézőszám: 9027 Játékvezetők: Juan García (ESP), Borys Ryzhyk (UKR), Roberto Vázquez (PUR) |
| 2016. augusztus 17. 22:15 (3:15) | Bogdanović 28                            | Pont      | Bogdanović 18   | Carioca Arena 1, Rio de Janeiro Nézőszám: 9027 Játékvezetők: Juan García (ESP), Borys Ryzhyk (UKR), Roberto Vázquez (PUR) |
| 2016. augusztus 17. 22:15 (3:15) | Planinić 9                               | Lepattanó | három játékos 4 | Carioca Arena 1, Rio de Janeiro Nézőszám: 9027 Játékvezetők: Juan García (ESP), Borys Ryzhyk (UKR), Roberto Vázquez (PUR) |
| 2016. augusztus 17. 22:15 (3:15) | Simon 5                                  | Gólpassz  | Teodosić 10     | Carioca Arena 1, Rio de Janeiro Nézőszám: 9027 Játékvezetők: Juan García (ESP), Borys Ryzhyk (UKR), Roberto Vázquez (PUR) |

Elődöntő
| 2016. augusztus 19. 19:00 (0:00) | Ausztrália (AUS)                       | 61–87     | Szerbia     | Carioca Arena 1, Rio de Janeiro Játékvezetők: Stephen Seibel (CAN), Robert Lottermoser (GER), Oļegs Latiševs (LAT) |
| 2016. augusztus 19. 19:00 (0:00) | (5–16, 9–19, 24–31, 23–21) Jegyzőkönyv |           |             | Carioca Arena 1, Rio de Janeiro Játékvezetők: Stephen Seibel (CAN), Robert Lottermoser (GER), Oļegs Latiševs (LAT) |
| 2016. augusztus 19. 19:00 (0:00) | Mills 13                               | Pont      | Teodosić 22 | Carioca Arena 1, Rio de Janeiro Játékvezetők: Stephen Seibel (CAN), Robert Lottermoser (GER), Oļegs Latiševs (LAT) |
| 2016. augusztus 19. 19:00 (0:00) | Baynes 8                               | Lepattanó | Jokić 11    | Carioca Arena 1, Rio de Janeiro Játékvezetők: Stephen Seibel (CAN), Robert Lottermoser (GER), Oļegs Latiševs (LAT) |
| 2016. augusztus 19. 19:00 (0:00) | Broekhoff 4                            | Gólpassz  | Teodosić 5  | Carioca Arena 1, Rio de Janeiro Játékvezetők: Stephen Seibel (CAN), Robert Lottermoser (GER), Oļegs Latiševs (LAT) |

Döntő
| 2016. augusztus 21. 15:45 (20:45) | Szerbia (SRB)                            | 66–96     | Egyesült Államok | Carioca Arena 1, Rio de Janeiro Játékvezetők: José Reyes (MEX), Borys Ryzhyk (UKR), Juan García (ESP) |
| 2016. augusztus 21. 15:45 (20:45) | (15–19, 14–33, 14–27, 23–17) Jegyzőkönyv |           |                  | Carioca Arena 1, Rio de Janeiro Játékvezetők: José Reyes (MEX), Borys Ryzhyk (UKR), Juan García (ESP) |
| 2016. augusztus 21. 15:45 (20:45) | Nedović 14                               | Pont      | Durant 30        | Carioca Arena 1, Rio de Janeiro Játékvezetők: José Reyes (MEX), Borys Ryzhyk (UKR), Juan García (ESP) |
| 2016. augusztus 21. 15:45 (20:45) | Jokić 4                                  | Lepattanó | Cousins 15       | Carioca Arena 1, Rio de Janeiro Játékvezetők: José Reyes (MEX), Borys Ryzhyk (UKR), Juan García (ESP) |
| 2016. augusztus 21. 15:45 (20:45) | három játékos 3                          | Gólpassz  | Lowry 5          | Carioca Arena 1, Rio de Janeiro Játékvezetők: José Reyes (MEX), Borys Ryzhyk (UKR), Juan García (ESP) |

| Csapat        | Helyezés |
| ------------- | -------- |
| Szerbia (SRB) |          |

### Női
| Szerb női kosárlabdacsapat-játékoskeret                                                                 | Szerb női kosárlabdacsapat-játékoskeret                                                                  |
| --- | --- |
| - Dajana Butulija - Saša Čađo - Aleksandra Crvendakić - Ana Dabović - Milica Dabović - Nevena Jovanović | - Sara Krnjić - Jelena Milovanović - Danielle Page - Sonja Petrović - Tamara Radočaj - Dragana Stanković |

#### Eredmények
Csoportkör
B csoport
| Hely. | Csapat           | M | Gy | V | P+  | P–  | Pk   | P  |
| ----- | ---------------- | - | -- | - | --- | --- | ---- | -- |
| 1.    | Egyesült Államok | 5 | 5  | 0 | 520 | 316 | +204 | 10 |
| 2.    | Spanyolország    | 5 | 4  | 1 | 387 | 333 | +54  | 9  |
| 3.    | Kanada           | 5 | 3  | 2 | 340 | 347 | −7   | 8  |
| 4.    | Szerbia          | 5 | 2  | 3 | 385 | 406 | −21  | 7  |
| 5.    | Kína             | 5 | 1  | 4 | 371 | 428 | −57  | 6  |
| 6.    | Szenegál         | 5 | 0  | 5 | 309 | 482 | −173 | 5  |

| 2016. augusztus 7. 14:15 (19:15) | Szerbia (SRB)                            | 59–65     | Spanyolország    | Youth Arena, Rio de Janeiro Nézőszám: 2654 Játékvezetők: Roberto Vázquez (PUR), Natalia Cuello (DOM), Piotr Pastusiak (POL) |
| 2016. augusztus 7. 14:15 (19:15) | (18–19, 13–12, 13–15, 15–19) Jegyzőkönyv |           |                  | Youth Arena, Rio de Janeiro Nézőszám: 2654 Játékvezetők: Roberto Vázquez (PUR), Natalia Cuello (DOM), Piotr Pastusiak (POL) |
| 2016. augusztus 7. 14:15 (19:15) | Milovanović 17                           | Pont      | Xargay 15        | Youth Arena, Rio de Janeiro Nézőszám: 2654 Játékvezetők: Roberto Vázquez (PUR), Natalia Cuello (DOM), Piotr Pastusiak (POL) |
| 2016. augusztus 7. 14:15 (19:15) | Petrović 8                               | Lepattanó | Ndour 12         | Youth Arena, Rio de Janeiro Nézőszám: 2654 Játékvezetők: Roberto Vázquez (PUR), Natalia Cuello (DOM), Piotr Pastusiak (POL) |
| 2016. augusztus 7. 14:15 (19:15) | A. Dabović 4                             | Gólpassz  | Palau, Torrens 5 | Youth Arena, Rio de Janeiro Nézőszám: 2654 Játékvezetők: Roberto Vázquez (PUR), Natalia Cuello (DOM), Piotr Pastusiak (POL) |

| 2016. augusztus 8. 14:15 (19:15) | Kanada (CAN)                             | 71–67     | Szerbia        | Youth Arena, Rio de Janeiro Nézőszám: 2377 Játékvezetők: Robert Lottermoser (GER), Vaughan Mayberry (AUS), Hvang Inthe (Hwang In-tae) (KOR) |
| 2016. augusztus 8. 14:15 (19:15) | (21–21, 11–19, 13–17, 26–10) Jegyzőkönyv |           |                | Youth Arena, Rio de Janeiro Nézőszám: 2377 Játékvezetők: Robert Lottermoser (GER), Vaughan Mayberry (AUS), Hvang Inthe (Hwang In-tae) (KOR) |
| 2016. augusztus 8. 14:15 (19:15) | Nurse 25                                 | Pont      | Milovanović 19 | Youth Arena, Rio de Janeiro Nézőszám: 2377 Játékvezetők: Robert Lottermoser (GER), Vaughan Mayberry (AUS), Hvang Inthe (Hwang In-tae) (KOR) |
| 2016. augusztus 8. 14:15 (19:15) | Raincock-Ekunwe 9                        | Lepattanó | Page 6         | Youth Arena, Rio de Janeiro Nézőszám: 2377 Játékvezetők: Robert Lottermoser (GER), Vaughan Mayberry (AUS), Hvang Inthe (Hwang In-tae) (KOR) |
| 2016. augusztus 8. 14:15 (19:15) | Langolis, Nurse 5                        | Gólpassz  | A. Dabović 5   | Youth Arena, Rio de Janeiro Nézőszám: 2377 Játékvezetők: Robert Lottermoser (GER), Vaughan Mayberry (AUS), Hvang Inthe (Hwang In-tae) (KOR) |

| 2016. augusztus 10. 15:30 (20:30) | Egyesült Államok (USA)                   | 110–84    | Szerbia                  | Youth Arena, Rio de Janeiro Nézőszám: 2490 Játékvezetők: Piotr Pastusiak (POL), Scott Beker (AUS), Nadege Zouzou (CIV) |
| 2016. augusztus 10. 15:30 (20:30) | (31–21, 25–13, 28–27, 26–23) Jegyzőkönyv |           |                          | Youth Arena, Rio de Janeiro Nézőszám: 2490 Játékvezetők: Piotr Pastusiak (POL), Scott Beker (AUS), Nadege Zouzou (CIV) |
| 2016. augusztus 10. 15:30 (20:30) | Taurasi 25                               | Pont      | három játékos 15         | Youth Arena, Rio de Janeiro Nézőszám: 2490 Játékvezetők: Piotr Pastusiak (POL), Scott Beker (AUS), Nadege Zouzou (CIV) |
| 2016. augusztus 10. 15:30 (20:30) | Charles 8                                | Lepattanó | A. Dabović 5             | Youth Arena, Rio de Janeiro Nézőszám: 2490 Játékvezetők: Piotr Pastusiak (POL), Scott Beker (AUS), Nadege Zouzou (CIV) |
| 2016. augusztus 10. 15:30 (20:30) | Taurasi 6                                | Gólpassz  | A. Dabović, M. Dabović 4 | Youth Arena, Rio de Janeiro Nézőszám: 2490 Játékvezetők: Piotr Pastusiak (POL), Scott Beker (AUS), Nadege Zouzou (CIV) |

| 2016. augusztus 12. 12:15 (17:15) | Szerbia (SRB)                           | 80–72     | Kína                                | Youth Arena, Rio de Janeiro Nézőszám: 2219 Játékvezetők: Christos Christodoulou (GRE), Natalia Cuello (DOM), Nadege Zouzou (CIV) |
| 2016. augusztus 12. 12:15 (17:15) | (24–14, 16–20, 26–9, 14–29) Jegyzőkönyv |           |                                     | Youth Arena, Rio de Janeiro Nézőszám: 2219 Játékvezetők: Christos Christodoulou (GRE), Natalia Cuello (DOM), Nadege Zouzou (CIV) |
| 2016. augusztus 12. 12:15 (17:15) | A. Dabović 23                           | Pont      | Szun Meng-zs. (Sun Mengr.) 16       | Youth Arena, Rio de Janeiro Nézőszám: 2219 Játékvezetők: Christos Christodoulou (GRE), Natalia Cuello (DOM), Nadege Zouzou (CIV) |
| 2016. augusztus 12. 12:15 (17:15) | Page, Petrović 8                        | Lepattanó | Huang, Szun Meng-zs. (Sun Mengr.) 7 | Youth Arena, Rio de Janeiro Nézőszám: 2219 Játékvezetők: Christos Christodoulou (GRE), Natalia Cuello (DOM), Nadege Zouzou (CIV) |
| 2016. augusztus 12. 12:15 (17:15) | Petrović 6                              | Gólpassz  | három játékos 3                     | Youth Arena, Rio de Janeiro Nézőszám: 2219 Játékvezetők: Christos Christodoulou (GRE), Natalia Cuello (DOM), Nadege Zouzou (CIV) |

| 2016. augusztus 14. 15:30 (20:30) | Szenegál (SEN)                           | 88–95     | Szerbia      | Youth Arena, Rio de Janeiro Nézőszám: 3113 Játékvezetők: Eddie Viator (FRA), Piotr Pastusiak (POL), Hvang Inthe (Hwang In-tae) (KOR) |
| 2016. augusztus 14. 15:30 (20:30) | (15–27, 28–28, 23–21, 22–19) Jegyzőkönyv |           |              | Youth Arena, Rio de Janeiro Nézőszám: 3113 Játékvezetők: Eddie Viator (FRA), Piotr Pastusiak (POL), Hvang Inthe (Hwang In-tae) (KOR) |
| 2016. augusztus 14. 15:30 (20:30) | As. Traoré 30                            | Pont      | Petrović 20  | Youth Arena, Rio de Janeiro Nézőszám: 3113 Játékvezetők: Eddie Viator (FRA), Piotr Pastusiak (POL), Hvang Inthe (Hwang In-tae) (KOR) |
| 2016. augusztus 14. 15:30 (20:30) | As. Traoré 8                             | Lepattanó | Page 8       | Youth Arena, Rio de Janeiro Nézőszám: 3113 Játékvezetők: Eddie Viator (FRA), Piotr Pastusiak (POL), Hvang Inthe (Hwang In-tae) (KOR) |
| 2016. augusztus 14. 15:30 (20:30) | Diouf 8                                  | Gólpassz  | A. Dabović 8 | Youth Arena, Rio de Janeiro Nézőszám: 3113 Játékvezetők: Eddie Viator (FRA), Piotr Pastusiak (POL), Hvang Inthe (Hwang In-tae) (KOR) |

Negyeddöntő
| 2016. augusztus 16. 11:00 (16:00) | Ausztrália (AUS)                         | 71–73     | Szerbia        | Carioca Arena 1, Rio de Janeiro Nézőszám: 5630 Játékvezetők: Eddie Viator (FRA), Karen Lasuik (CAN), Natalia Cuello (DOM) |
| 2016. augusztus 16. 11:00 (16:00) | (20–20, 17–15, 15–16, 19–22) Jegyzőkönyv |           |                | Carioca Arena 1, Rio de Janeiro Nézőszám: 5630 Játékvezetők: Eddie Viator (FRA), Karen Lasuik (CAN), Natalia Cuello (DOM) |
| 2016. augusztus 16. 11:00 (16:00) | Cambage 29                               | Pont      | A. Dabović 24  | Carioca Arena 1, Rio de Janeiro Nézőszám: 5630 Játékvezetők: Eddie Viator (FRA), Karen Lasuik (CAN), Natalia Cuello (DOM) |
| 2016. augusztus 16. 11:00 (16:00) | Cambage 11                               | Lepattanó | négy játékos 4 | Carioca Arena 1, Rio de Janeiro Nézőszám: 5630 Játékvezetők: Eddie Viator (FRA), Karen Lasuik (CAN), Natalia Cuello (DOM) |
| 2016. augusztus 16. 11:00 (16:00) | Taylor 9                                 | Gólpassz  | Petrović 5     | Carioca Arena 1, Rio de Janeiro Nézőszám: 5630 Játékvezetők: Eddie Viator (FRA), Karen Lasuik (CAN), Natalia Cuello (DOM) |

Elődöntő
| 2016. augusztus 18. 15:00 (20:00) | Spanyolország (ESP)                     | 68–54     | Szerbia           | Carioca Arena 1, Rio de Janeiro Játékvezetők: Damir Javor (SLO), Scott Beker (AUS), Anne Panther (GER) |
| 2016. augusztus 18. 15:00 (20:00) | (20–9, 13–19, 20–10, 15–16) Jegyzőkönyv |           |                   | Carioca Arena 1, Rio de Janeiro Játékvezetők: Damir Javor (SLO), Scott Beker (AUS), Anne Panther (GER) |
| 2016. augusztus 18. 15:00 (20:00) | Torrens, Ndour 14                       | Pont      | Petrović, Čađo 12 | Carioca Arena 1, Rio de Janeiro Játékvezetők: Damir Javor (SLO), Scott Beker (AUS), Anne Panther (GER) |
| 2016. augusztus 18. 15:00 (20:00) | Nicholls 12                             | Lepattanó | Petrović, Page 7  | Carioca Arena 1, Rio de Janeiro Játékvezetők: Damir Javor (SLO), Scott Beker (AUS), Anne Panther (GER) |
| 2016. augusztus 18. 15:00 (20:00) | Palau 7                                 | Gólpassz  | Butulija 3        | Carioca Arena 1, Rio de Janeiro Játékvezetők: Damir Javor (SLO), Scott Beker (AUS), Anne Panther (GER) |

Bronzmérkőzés
| 2016. augusztus 20. 11:30 (16:30) | Franciaország (FRA)                     | 63–70     | Szerbia        | Carioca Arena 1, Rio de Janeiro Játékvezetők: Carlos Peruga (ESP), Anne Panther (GER), Natalia Cuello (DOM) |
| 2016. augusztus 20. 11:30 (16:30) | (10–18, 17–9, 15–28, 21–15) Jegyzőkönyv |           |                | Carioca Arena 1, Rio de Janeiro Játékvezetők: Carlos Peruga (ESP), Anne Panther (GER), Natalia Cuello (DOM) |
| 2016. augusztus 20. 11:30 (16:30) | Miyem 18                                | Pont      | Milovanović 18 | Carioca Arena 1, Rio de Janeiro Játékvezetők: Carlos Peruga (ESP), Anne Panther (GER), Natalia Cuello (DOM) |
| 2016. augusztus 20. 11:30 (16:30) | Yacoubou 10                             | Lepattanó | Page 8         | Carioca Arena 1, Rio de Janeiro Játékvezetők: Carlos Peruga (ESP), Anne Panther (GER), Natalia Cuello (DOM) |
| 2016. augusztus 20. 11:30 (16:30) | Époupa 4                                | Gólpassz  | A. Dabović 5   | Carioca Arena 1, Rio de Janeiro Játékvezetők: Carlos Peruga (ESP), Anne Panther (GER), Natalia Cuello (DOM) |

| Csapat        | Helyezés |
| ------------- | -------- |
| Szerbia (SRB) |          |

## Röplabda

### Női
| Szerb női röplabdacsapat-játékoskeret                                                                         | Szerb női röplabdacsapat-játékoskeret                                                                        |
| --- | --- |
| - Tijana Bošković - Jovana Brakočević - Bianka Buša - Tijana Malešević - Brankica Mihajlović - Jelena Nikolić | - Maja Ognjenović - Silvija Popović - Milena Rašić - Jovana Stevanović - Stefana Veljković - Bojana Živković |

#### Eredmények
Csoportkör
B csoport
|       |                        | Mérkőzések | Mérkőzések | Mérkőzések | Mérkőzések | Szettek | Szettek | Szettek | Pontok | Pontok | Pontok |
| Hely. | Csapat                 | M          | Gy         | V          | Pont       | Sz+     | Sz–     | SzA     | P+     | P–     | PA     |
| ----- | ---------------------- | ---------- | ---------- | ---------- | ---------- | ------- | ------- | ------- | ------ | ------ | ------ |
| 1.    | Egyesült Államok (USA) | 5          | 5          | 0          | 14         | 15      | 5       | 3,000   | 470    | 400    | 1,175  |
| 2.    | Hollandia (NED)        | 5          | 4          | 1          | 11         | 14      | 7       | 2,000   | 455    | 425    | 1,071  |
| 3.    | Szerbia (SRB)          | 5          | 3          | 2          | 10         | 12      | 6       | 2,000   | 410    | 394    | 1,041  |
| 4.    | Kína (CHN)             | 5          | 2          | 3          | 7          | 9       | 9       | 1,000   | 398    | 389    | 1,023  |
| 5.    | Olaszország (ITA)      | 5          | 1          | 4          | 3          | 4       | 12      | 0,333   | 351    | 374    | 0,939  |
| 6.    | Puerto Rico (PUR)      | 5          | 0          | 5          | 0          | 0       | 15      | 0,000   | 277    | 379    | 0,731  |

| 2016. augusztus 6. 22:35 (3:35) | Szerbia (SRB)                     | 3–0 | Olaszország (ITA) | Ginásio do Maracanãzinho, Rio de Janeiro Nézőszám: 4373 Játékvezető: Piotr Dudek (POL), Arturo Di Giacomo (BEL) |
| 2016. augusztus 6. 22:35 (3:35) | (27–25, 25–20, 25–23) Jegyzőkönyv |     |                   | Ginásio do Maracanãzinho, Rio de Janeiro Nézőszám: 4373 Játékvezető: Piotr Dudek (POL), Arturo Di Giacomo (BEL) |

| 2016. augusztus 8. 17:05 (22:05) | Szerbia (SRB)                     | 3–0 | Puerto Rico (PUR) | Ginásio do Maracanãzinho, Rio de Janeiro Nézőszám: 5730 Játékvezető: Kang Dzsuhi (Kang Joo-hee) (KOR), Andrey Zenovich (RUS) |
| 2016. augusztus 8. 17:05 (22:05) | (29–27, 25–18, 25–20) Jegyzőkönyv |     |                   | Ginásio do Maracanãzinho, Rio de Janeiro Nézőszám: 5730 Játékvezető: Kang Dzsuhi (Kang Joo-hee) (KOR), Andrey Zenovich (RUS) |

| 2016. augusztus 10. 15:00 (20:00) | Egyesült Államok (USA)                   | 3–1 | Szerbia (SRB) | Ginásio do Maracanãzinho, Rio de Janeiro Nézőszám: 7134 Játékvezető: Hernán Casamiquela (ARG), Rogerio Espicalsky (BRA) |
| 2016. augusztus 10. 15:00 (20:00) | (25–17, 21–25, 25–18, 25–19) Jegyzőkönyv |     |               | Ginásio do Maracanãzinho, Rio de Janeiro Nézőszám: 7134 Játékvezető: Hernán Casamiquela (ARG), Rogerio Espicalsky (BRA) |

| 2016. augusztus 12. 9:30 (14:30) | Kína (CHN)                        | 0–3 | Szerbia (SRB) | Ginásio do Maracanãzinho, Rio de Janeiro Nézőszám: 3509 Játékvezető: Kang Dzsuhi (Kang Joo-hee) (KOR), Susana Rodríguez (ESP) |
| 2016. augusztus 12. 9:30 (14:30) | (19–25, 19–25, 22–25) Jegyzőkönyv |     |               | Ginásio do Maracanãzinho, Rio de Janeiro Nézőszám: 3509 Játékvezető: Kang Dzsuhi (Kang Joo-hee) (KOR), Susana Rodríguez (ESP) |

| 2016. augusztus 14. 9:30 (14:30) | Szerbia (SRB)                                  | 2–3 | Hollandia (NED) | Ginásio do Maracanãzinho, Rio de Janeiro Nézőszám: 6387 Játékvezető: Susana Rodríguez (ESP), Andrey Zenovich (RUS) |
| 2016. augusztus 14. 9:30 (14:30) | (22–25, 20–25, 25–22, 25–18, 8–15) Jegyzőkönyv |     |                 | Ginásio do Maracanãzinho, Rio de Janeiro Nézőszám: 6387 Játékvezető: Susana Rodríguez (ESP), Andrey Zenovich (RUS) |

Negyeddöntő
| 2016. augusztus 16. 18:00 (23:00) | Oroszország (RUS)                 | 0–3 | Szerbia (SRB) | Ginásio do Maracanãzinho, Rio de Janeiro Nézőszám: 7121 Játékvezető: Susana Rodríguez (ESP), Hernán Casamiquela (ARG) |
| 2016. augusztus 16. 18:00 (23:00) | (09–25, 22–25, 21–25) Jegyzőkönyv |     |               | Ginásio do Maracanãzinho, Rio de Janeiro Nézőszám: 7121 Játékvezető: Susana Rodríguez (ESP), Hernán Casamiquela (ARG) |

Elődöntő
| 2016. augusztus 18. 13:00 (18:00) | Szerbia (SRB)                                   | 3–2 | Egyesült Államok (USA) | Ginásio do Maracanãzinho, Rio de Janeiro Nézőszám: 5837 Játékvezető: Andrey Zenovich (RUS), Nasr Shaaban (EGY) |
| 2016. augusztus 18. 13:00 (18:00) | (20–25, 25–17, 25–21, 16–25, 15–13) Jegyzőkönyv |     |                        | Ginásio do Maracanãzinho, Rio de Janeiro Nézőszám: 5837 Játékvezető: Andrey Zenovich (RUS), Nasr Shaaban (EGY) |

Döntő
| 2016. augusztus 20. 22:15 (3:15) | Kína (CHN)                               | 3–1 | Szerbia (SRB) | Ginásio do Maracanãzinho, Rio de Janeiro Nézőszám: 8773 Játékvezető: Susana Rodríguez (ESP), Patricia Rolf (USA) |
| 2016. augusztus 20. 22:15 (3:15) | (19–25, 25–17, 25–22, 25–23) Jegyzőkönyv |     |               | Ginásio do Maracanãzinho, Rio de Janeiro Nézőszám: 8773 Játékvezető: Susana Rodríguez (ESP), Patricia Rolf (USA) |

| Csapat        | Helyezés |
| ------------- | -------- |
| Szerbia (SRB) |          |

## Sportlövészet
Férfi
| Versenyző          | Versenyszám           | Selejtező | Selejtező | Döntő   | Döntő    |
| Versenyző          | Versenyszám           | Pont      | Helyezés  | Pont    | Helyezés |
| ------------------ | --------------------- | --------- | --------- | ------- | -------- |
| Dimitrije Grgić    | Légpisztoly           | 579       | 9.        | kiesett | kiesett  |
| Dimitrije Grgić    | Szabadpisztoly        | 552       | 16.       | kiesett | kiesett  |
| Damir Mikec        | Szabadpisztoly        | 551       | 18.       | kiesett | kiesett  |
| Damir Mikec        | Légpisztoly           | 575       | 25.       | kiesett | kiesett  |
| Milutin Stefanović | Légpuska              | 624,3     | 12.       | kiesett | kiesett  |
| Milenko Sebić      | Légpuska              | 620,0     | 33.       | kiesett | kiesett  |
| Milenko Sebić      | Sportpuska, összetett | 1172      | 11.       | kiesett | kiesett  |
| Milenko Sebić      | Sportpuska, fekvő     | 620,4     | 34.       | kiesett | kiesett  |
| Stevan Pletikosić  | Sportpuska, fekvő     | 621,6     | 21.       | kiesett | kiesett  |
| Stevan Pletikosić  | Sportpuska, összetett | 1168      | 25.       | kiesett | kiesett  |

Női
| Versenyző         | Versenyszám           | Selejtező | Selejtező | Elődöntő | Elődöntő | Döntő   | Döntő    |
| Versenyző         | Versenyszám           | Pont      | Helyezés  | Pont     | Helyezés | Pont    | Helyezés |
| ----------------- | --------------------- | --------- | --------- | -------- | -------- | ------- | -------- |
| Zorana Arunović   | Légpisztoly           | 382       | 11.       |          |          | kiesett | kiesett  |
| Zorana Arunović   | Sportpisztoly         | 576       | 19.       | kiesett  | kiesett  | kiesett | kiesett  |
| Bobana Veličković | Sportpisztoly         | 576       | 21.       | kiesett  | kiesett  | kiesett | kiesett  |
| Bobana Veličković | Légpisztoly           | 385       | 6.        |          |          | 96,4    | 7.       |
| Andrea Arsović    | Légpuska              | 413,5     | 26.       |          |          | kiesett | kiesett  |
| Andrea Arsović    | Sportpuska, összetett | 573       | 28.       |          |          | kiesett | kiesett  |
| Ivana Maksimović  | Sportpuska, összetett | 578       | 19.       |          |          | kiesett | kiesett  |
| Ivana Maksimović  | Légpuska              | 415,4     | 12.       |          |          | kiesett | kiesett  |

## Taekwondo
Női
| Versenyző         | Versenyszám | Nyolcaddöntő                  | Negyeddöntő                          | Elődöntő                     | Vigaszág elődöntő | Bronz- mérkőzés   | Döntő                              | Helyezés |
| Versenyző         | Versenyszám | Ellenfél Eredmény             | Ellenfél Eredmény                    | Ellenfél Eredmény            | Ellenfél Eredmény | Ellenfél Eredmény | Ellenfél Eredmény                  | Helyezés |
| ----------------- | ----------- | ----------------------------- | ------------------------------------ | ---------------------------- | ----------------- | ----------------- | ---------------------------------- | -------- |
| Tijana Bogdanović | Légsúly     | Patimat Abakarova (AZE) · 3-2 | Vu Csing-jü (Wu Jingyu) (CHN) · 17-7 | Itzel Manjarrez (MEX) · 10-0 |                   |                   | Kim Szohi (Kim So-hui) (KOR) · 6-7 |          |
| Milica Mandić     | Nehézsúly   | Tina Røe Skaar (NOR) · 8-2    | Bianca Walkden (GBR) · 0-5           | kiesett                      |                   |                   |                                    | 9.       |

## Tenisz
Férfi
| Versenyző                    | Versenyszám | 64-es főtábla                                    | 32-es főtábla                                                | Nyolcaddöntő                                            | Negyeddöntő       | Elődöntő          | Bronz- mérkőzés   | Döntő             | Helyezés |
| Versenyző                    | Versenyszám | Ellenfél Eredmény                                | Ellenfél Eredmény                                            | Ellenfél Eredmény                                       | Ellenfél Eredmény | Ellenfél Eredmény | Ellenfél Eredmény | Ellenfél Eredmény | Helyezés |
| ---------------------------- | ----------- | ------------------------------------------------ | ------------------------------------------------------------ | ------------------------------------------------------- | ----------------- | ----------------- | ----------------- | ----------------- | -------- |
| Novak Đoković                | Egyes       | Juan Martín del Potro (ARG) · 6-7(4–7), 6-7(2–7) | kiesett                                                      | kiesett                                                 | kiesett           | kiesett           | kiesett           | kiesett           | 33.      |
| Viktor Troicki               | Egyes       | Andy Murray (GBR) · 3-6, 2-6                     | kiesett                                                      | kiesett                                                 | kiesett           | kiesett           | kiesett           | kiesett           | 33.      |
| Novak Đoković Nenad Zimonjić | Páros       |                                                  | Horvátország (CRO) · Marin Čilić · Marin Draganja · 6-2, 6-2 | Brazília (BRA) · Marcelo Melo · Bruno Soares · 4-6, 4-6 | kiesett           | kiesett           | kiesett           | kiesett           | 9.       |

Női
| Versenyző                         | Versenyszám | 64-es főtábla                              | 32-es főtábla                                                    | Nyolcaddöntő      | Negyeddöntő       | Elődöntő          | Bronz- mérkőzés   | Döntő             | Helyezés |
| Versenyző                         | Versenyszám | Ellenfél Eredmény                          | Ellenfél Eredmény                                                | Ellenfél Eredmény | Ellenfél Eredmény | Ellenfél Eredmény | Ellenfél Eredmény | Ellenfél Eredmény | Helyezés |
| --------------------------------- | ----------- | ------------------------------------------ | ---------------------------------------------------------------- | ----------------- | ----------------- | ----------------- | ----------------- | ----------------- | -------- |
| Ana Ivanović                      | Egyes       | Carla Suárez Navarro (ESP) · 6-2, 1-6, 2-6 | kiesett                                                          | kiesett           | kiesett           | kiesett           | kiesett           | kiesett           | 33.      |
| Aleksandra Krunić                 | Egyes       | Kristina Mladenovic (FRA) · 1-6, 4-6       | kiesett                                                          | kiesett           | kiesett           | kiesett           | kiesett           | kiesett           | 33.      |
| Jelena Janković Aleksandra Krunić | Páros       |                                            | Nagy-Britannia (GBR) · Konta Johanna · Heather Watson · 2-6, 1-6 | kiesett           | kiesett           | kiesett           | kiesett           | kiesett           | 17.      |

## Úszás
Férfi
| Versenyző           | Versenyszám | Előfutam | Előfutam | Előfutam | Elődöntő | Elődöntő | Elődöntő | Döntő   | Döntő    |
| Versenyző           | Versenyszám | Idő      | Hely.    | Össz.    | Idő      | Hely.    | Össz.    | Idő     | Helyezés |
| ------------------- | ----------- | -------- | -------- | -------- | -------- | -------- | -------- | ------- | -------- |
| Velimir Stjepanović | 100 m gyors | 49,24    | 8.       | 32.*     | kiesett  | kiesett  | kiesett  | kiesett | kiesett  |
| Velimir Stjepanović | 200 m gyors | 1:46,64  | 4.       | 10.      | 1:47,28  | 7.       | 13.      | kiesett | kiesett  |
| Velimir Stjepanović | 400 m gyors | 3:46,78  | 7.       | 14.      |          |          |          | kiesett | kiesett  |
| Szilágyi Csaba      | 100 m mell  | 1:00,76  | 8.       | 26.      | kiesett  | kiesett  | kiesett  | kiesett | kiesett  |

Női
| Versenyző          | Versenyszám  | Előfutam | Előfutam | Előfutam | Elődöntő | Elődöntő | Elődöntő | Döntő   | Döntő    |
| Versenyző          | Versenyszám  | Idő      | Hely.    | Össz.    | Idő      | Hely.    | Össz.    | Idő     | Helyezés |
| ------------------ | ------------ | -------- | -------- | -------- | -------- | -------- | -------- | ------- | -------- |
| Katarina Simonović | 200 m gyors  | 2:00,06  | 1.       | 30.      | kiesett  | kiesett  | kiesett  | kiesett | kiesett  |
| Katarina Simonović | 400 m gyors  | 4:15,57  | 3.       | 23.      |          |          |          | kiesett | kiesett  |
| Anja Crevar        | 200 m vegyes | 2:15,33  | 2.       | 27.      | kiesett  | kiesett  | kiesett  | kiesett | kiesett  |
| Anja Crevar        | 400 m vegyes | 4:43,19  | 2.       | 20.      |          |          |          | kiesett | kiesett  |

* - egy másik versenyzővel azonos időt ért el

## Vízilabda

### Férfi
| Szerb férfi vízilabdacsapat-játékoskeret                                                                        | Szerb férfi vízilabdacsapat-játékoskeret                                                                        |
| --- | --- |
| - Milan Aleksić - Miloš Ćuk - Filip Filipović - Živko Gocić - Nikola Jakšić - Dušan Mandić - Branislav Mitrović | - Stefan Mitrović - Slobodan Nikić - Duško Pijetlović - Gojko Pijetlović - Andrija Prlainović - Sava Ranđelović |

#### Eredmények
Csoportkör
A csoport
| Hely. | Csapat             | M | Gy | D | V | G+ | G– | Gk  | P | Továbbjutás |
| ----- | ------------------ | - | -- | - | - | -- | -- | --- | - | ----------- |
| 1.    | Magyarország (HUN) | 5 | 2  | 3 | 0 | 57 | 43 | +14 | 7 | Negyeddöntő |
| 2.    | Görögország (GRE)  | 5 | 2  | 2 | 1 | 41 | 40 | +1  | 6 | Negyeddöntő |
| 3.    | Brazília (BRA) (R) | 5 | 3  | 0 | 2 | 40 | 39 | +1  | 6 | Negyeddöntő |
| 4.    | Szerbia (SRB)      | 5 | 2  | 2 | 1 | 49 | 44 | +5  | 6 | Negyeddöntő |
| 5.    | Ausztrália (AUS)   | 5 | 2  | 1 | 2 | 44 | 40 | +4  | 5 |             |
| 6.    | Japán (JPN)        | 5 | 0  | 0 | 5 | 36 | 61 | −25 | 0 |             |

| 2016. augusztus 6. 9:00 (14:00) | Szerbia (SRB)        | 13–13       | Magyarország (HUN) | Maria Lenk Aquatic Center, Rio de Janeiro Játékvezetők: Adrian Alexandrescu (ROU), Radoslaw Koryzna (POL) |
| 2016. augusztus 6. 9:00 (14:00) | (3–5, 3–4, 3–2, 4–2) |             |                    | Maria Lenk Aquatic Center, Rio de Janeiro Játékvezetők: Adrian Alexandrescu (ROU), Radoslaw Koryzna (POL) |
| 2016. augusztus 6. 9:00 (14:00) | Filipović 3          | Jegyzőkönyv | Hosnyánszky 3      | Maria Lenk Aquatic Center, Rio de Janeiro Játékvezetők: Adrian Alexandrescu (ROU), Radoslaw Koryzna (POL) |

| 2016. augusztus 8. 9:00 (14:00) | Szerbia (SRB)        | 9–9         | Görögország (GRE) | Maria Lenk Aquatic Center, Rio de Janeiro Játékvezetők: Mark Koganov (AZE), Joseph Peila (USA) |
| 2016. augusztus 8. 9:00 (14:00) | (1–2, 0–2, 4–3, 4–2) |             |                   | Maria Lenk Aquatic Center, Rio de Janeiro Játékvezetők: Mark Koganov (AZE), Joseph Peila (USA) |
| 2016. augusztus 8. 9:00 (14:00) | Filipović 2          | Jegyzőkönyv | Fundúlisz 4       | Maria Lenk Aquatic Center, Rio de Janeiro Játékvezetők: Mark Koganov (AZE), Joseph Peila (USA) |

| 2016. augusztus 10. 19:30 (0:30) | Brazília (BRA)       | 6–5         | Szerbia (SRB) | Maria Lenk Aquatic Center, Rio de Janeiro Játékvezetők: Benjamin Mercier (FRA), Ni Shi Wei (CHN) |
| 2016. augusztus 10. 19:30 (0:30) | (0–2, 3–1, 2–0, 1–2) |             |               | Maria Lenk Aquatic Center, Rio de Janeiro Játékvezetők: Benjamin Mercier (FRA), Ni Shi Wei (CHN) |
| 2016. augusztus 10. 19:30 (0:30) | Vrlić 2              | Jegyzőkönyv | öt játékos 1  | Maria Lenk Aquatic Center, Rio de Janeiro Játékvezetők: Benjamin Mercier (FRA), Ni Shi Wei (CHN) |

| 2016. augusztus 12. 22:10 (3:10) | Szerbia (SRB)        | 10–8        | Ausztrália (AUS) | Maria Lenk Aquatic Center, Rio de Janeiro Játékvezetők: Adrian Alexandrescu (ROU), Francesc Buch (ESP) |
| 2016. augusztus 12. 22:10 (3:10) | (2–2, 2–3, 2–1, 4–2) |             |                  | Maria Lenk Aquatic Center, Rio de Janeiro Játékvezetők: Adrian Alexandrescu (ROU), Francesc Buch (ESP) |
| 2016. augusztus 12. 22:10 (3:10) | három játékos 2      | Jegyzőkönyv | Cotterill 2      | Maria Lenk Aquatic Center, Rio de Janeiro Játékvezetők: Adrian Alexandrescu (ROU), Francesc Buch (ESP) |

| 2016. augusztus 14. 19:30 (0:30) | Szerbia (SRB)        | 12–8        | Japán (JPN) | Olympic Aquatics Stadium, Rio de Janeiro Játékvezetők: Nenad Peris (CRO), Benjamin Mercier (FRA) |
| 2016. augusztus 14. 19:30 (0:30) | (2–5, 3–0, 4–2, 3–1) |             |             | Olympic Aquatics Stadium, Rio de Janeiro Játékvezetők: Nenad Peris (CRO), Benjamin Mercier (FRA) |
| 2016. augusztus 14. 19:30 (0:30) | Filipović 6          | Jegyzőkönyv | Takei 5     | Olympic Aquatics Stadium, Rio de Janeiro Játékvezetők: Nenad Peris (CRO), Benjamin Mercier (FRA) |

Negyeddöntő
| 2016. augusztus 16. 12:20 (17:20) | Szerbia (SRB)        | 10–7        | Spanyolország (ESP) | Olympic Aquatics Stadium, Rio de Janeiro Játékvezetők: Daniel Flahive (AUS), Radoslaw Koryzna (POL) |
| 2016. augusztus 16. 12:20 (17:20) | (3–1, 4–2, 0–2, 3–2) |             |                     | Olympic Aquatics Stadium, Rio de Janeiro Játékvezetők: Daniel Flahive (AUS), Radoslaw Koryzna (POL) |
| 2016. augusztus 16. 12:20 (17:20) | Mandić 4             | Jegyzőkönyv | Molina 3            | Olympic Aquatics Stadium, Rio de Janeiro Játékvezetők: Daniel Flahive (AUS), Radoslaw Koryzna (POL) |

Elődöntő
| 2016. augusztus 18. 16:30 (21:30) | Olaszország (ITA)    | 8–10        | Szerbia (SRB)   | Olympic Aquatics Stadium, Rio de Janeiro Játékvezetők: Georgios Stavridis (GRE), Daniel Flahive (AUS) |
| 2016. augusztus 18. 16:30 (21:30) | (0–3, 2–3, 0–1, 6–3) |             |                 | Olympic Aquatics Stadium, Rio de Janeiro Játékvezetők: Georgios Stavridis (GRE), Daniel Flahive (AUS) |
| 2016. augusztus 18. 16:30 (21:30) | három játékos 2      | Jegyzőkönyv | három játékos 2 | Olympic Aquatics Stadium, Rio de Janeiro Játékvezetők: Georgios Stavridis (GRE), Daniel Flahive (AUS) |

Döntő
| 2016. augusztus 20. 17:50 (22:50) | Horvátország (CRO)   | 7–11        | Szerbia (SRB) | Olympic Aquatics Stadium, Rio de Janeiro Játékvezetők: Georgios Stavridis (GRE), Molnár Péter (HUN) |
| 2016. augusztus 20. 17:50 (22:50) | (2–3, 1–3, 2–3, 2–2) |             |               | Olympic Aquatics Stadium, Rio de Janeiro Játékvezetők: Georgios Stavridis (GRE), Molnár Péter (HUN) |
| 2016. augusztus 20. 17:50 (22:50) | Sukno 3              | Jegyzőkönyv | Mandić 4      | Olympic Aquatics Stadium, Rio de Janeiro Játékvezetők: Georgios Stavridis (GRE), Molnár Péter (HUN) |

| Csapat        | Helyezés |
| ------------- | -------- |
| Szerbia (SRB) |          |